# Pont Éric-Tabarly
Le pont Éric-Tabarly est un pont routier qui permet de franchir la Loire (bras de la Madeleine) à Nantes, en France. Il relie l'île de Nantes au quartier de Malakoff/Pré-Gauchet. Il a été inauguré officiellement le 17 juin 2011, l'ouverture à la circulation a eu lieu le 19.
Construit entièrement en atelier à Eeklo, en Belgique par Victor Buyck Steel Construction, le tablier en acier a été acheminé en trois parties par la mer jusqu'à son emplacement. Les travaux de génie civil ont été réalisés par ETPO. L'architecte en est Marc Barani et la conception technique est assurée par Setec Tpi, société d'ingénierie spécialisée en ouvrage d'art et ayant notamment assuré la maîtrise d'œuvre du viaduc de Millau.
Il doit son nom à l'un des plus célèbres nantais, le navigateur Éric Tabarly, disparu en 1998 à l'âge de 67 ans en mer d'Irlande, attribué par la délibération du conseil municipal du 3 avril 2009.

## Objectif de la construction
Le franchissement de la Loire est générateur de difficultés de circulation ; de plus le fleuve forme une coupure urbaine entre les quartiers de Nantes qui la longe. La construction du pont répond à la volonté d'amélioration de la circulation à l'intérieur du périphérique nantais, et celle des déplacements entre quartiers, en l'occurrence entre le quartier Malakoff et l'île de Nantes. Le projet tient compte de trois contraintes : l'accessibilité à tous les modes de déplacement, la préservation des espaces naturels et le maintien des activités économiques liées au fleuve.

## Chronologie du chantier
En janvier et février 2009, une estacade provisoire de 62,50 m est mise en place sur la rive gauche. Une grue a ainsi pu être installée, et un batardeau métallique étanche a été empli de 1 600 m3 de béton, pour constituer la pile. Celle-ci a été coulée en trois sections, formant un ensemble de 16,20 m de hauteur à partir du socle rocheux sous le lit du fleuve.
Au printemps et été 2010, les trois tronçons du tablier arrivent sur le chantier, par voie fluviale. Ils sont posés au fur et à mesure des arrivées. Le mât, support des haubans, est élevé le 7 juin 2010. Les tests de charge, 14 camions de 38 tonnes, ont lieu les 20 et 21 janvier 2011.
Le coût total des études et travaux est de 29,682 M€ HT assumé par Nantes Métropole pour 66.6%, la Région des pays de la Loire pour 17.2% et le Conseil général de Loire Atlantique pour 14.5%

## Architecture
Il s'agit, au moment de son achèvement, du seul pont à haubans de l'agglomération nantaise. Pour répondre à la contrainte d'accessibilité, l'ouvrage ne présente qu'un faible dénivelé, inférieur à 4 %. Permettant une circulation à double sens, il supporte quatre types de voie qui sont, de chaque côté depuis le centre : une voie destinée à accueillir les transports en commun à voie propre (le chronobus C5 à l'ouverture, qui a été remplacée par la ligne 5 de Busway en février 2020), une voie pour automobiles, une voie cyclable et un trottoir piétonnier. L'horizontalité du pont tranche avec la verticalité du pylône placé dans le prolongement de son unique pile, disposée, en fonction de l'étude menée sur le régime des courants de la Loire à cet endroit, plus proche de la rive gauche de celle de droite.
Caractéristiques techniques :
- Pont en acier à tablier orthotrope
- Pylône en acier[14]
- Matériaux de construction : acier S355 et S460[réf. souhaitée], tablier réalisé en dalle orthotrope
- Longueur : 210,50 mètres[15]
- Largeur : 27,40 mètres (tablier)[15]
- Hauteur du pylône unique : 57 mètres au-dessus du tablier[15]
- Haubans MTP (Freyssinet)

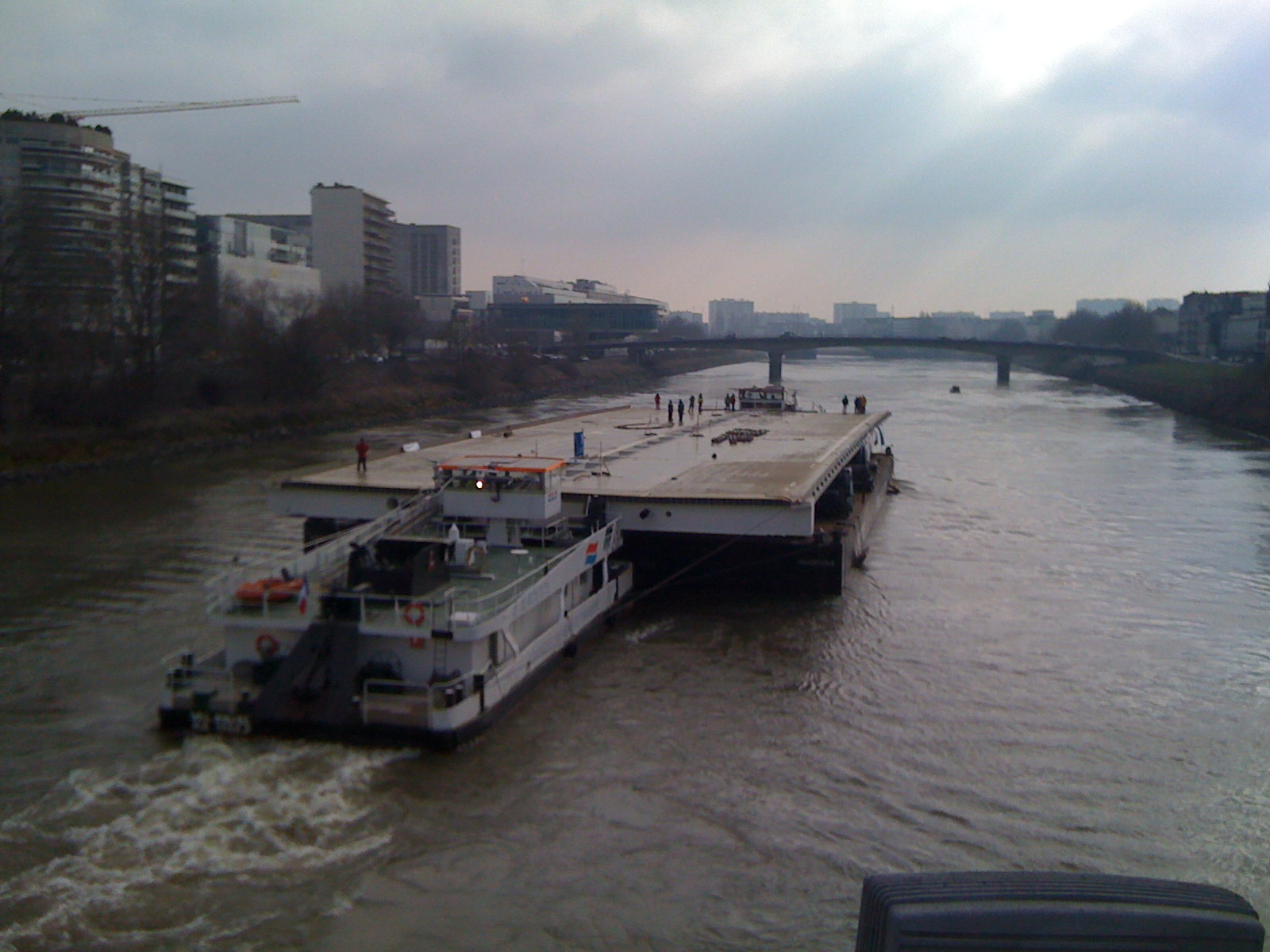
Morceau de tablier du pont Éric-Tabarly acheminé par barge sur la Loire, mars 2010.
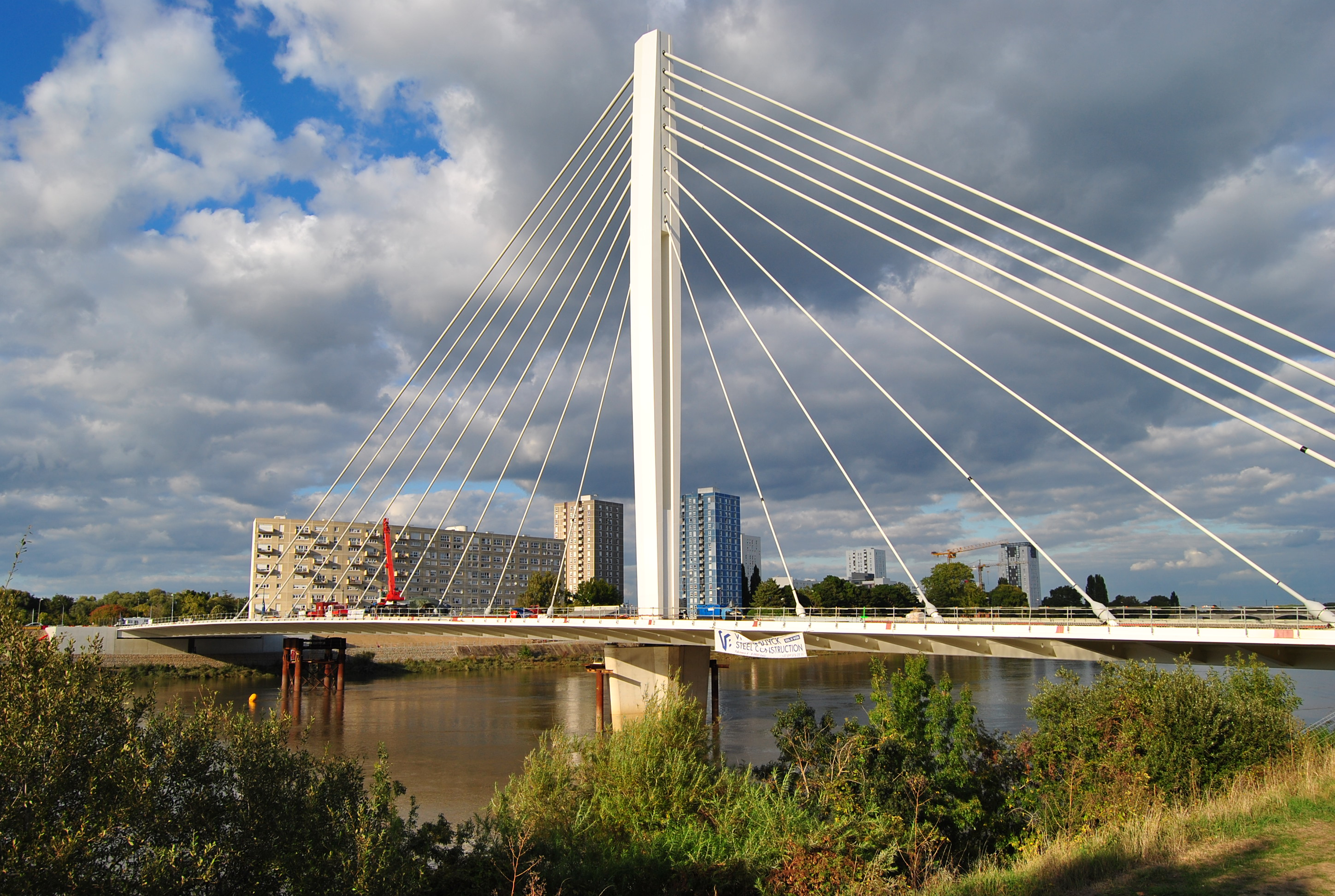
Le pont en construction en septembre 2010, vu du sud-ouest.